# Facelinopsis marioni
Facelinopsis marioni is een slakkensoort uit de familie van de Facelinidae. De wetenschappelijke naam van de soort is voor het eerst geldig gepubliceerd in 1888 door Vayssière.